# District de Ruapehu

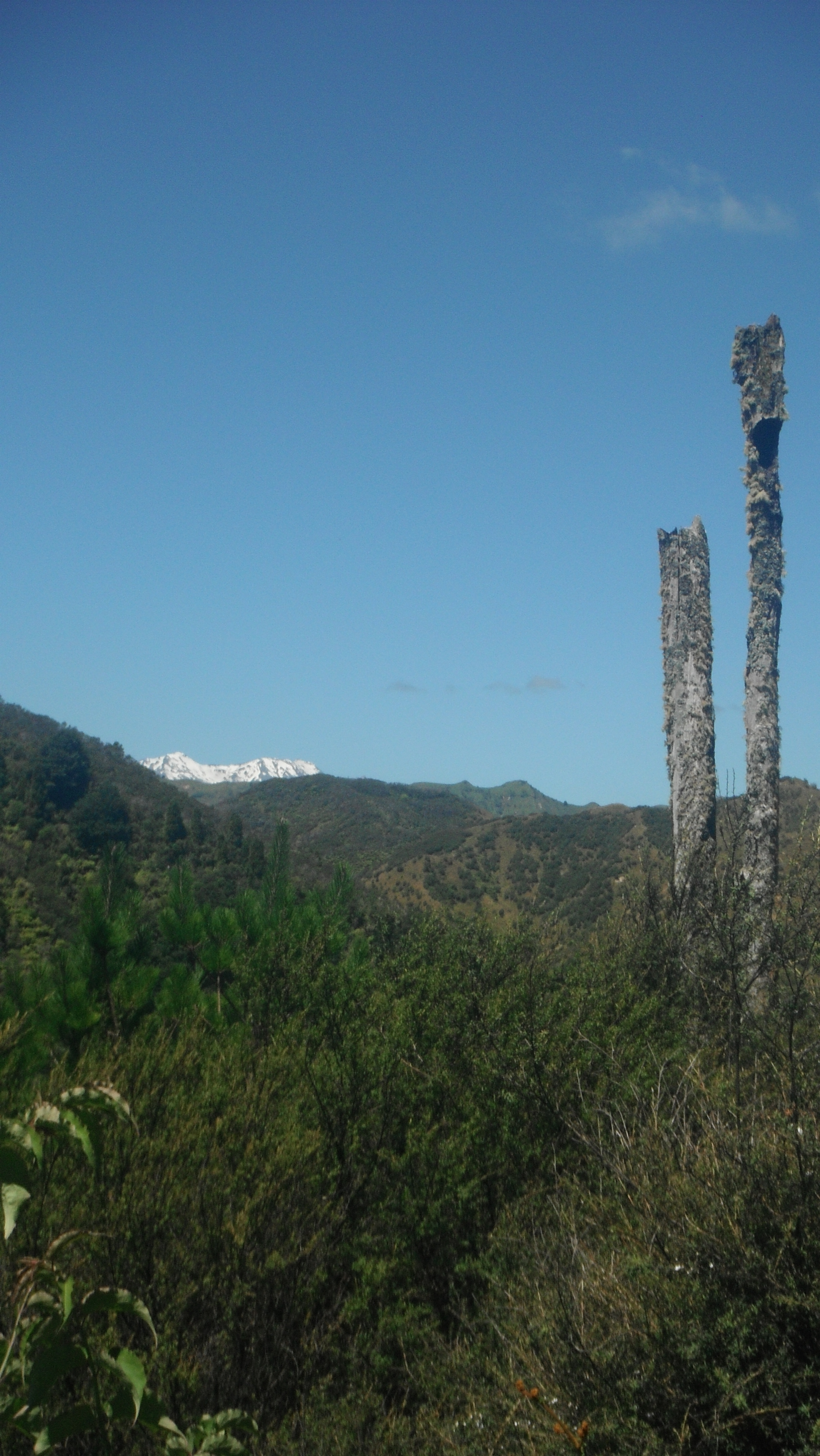
Volcan Ruapehu dans le district de Ruapehu

Le district de Ruapehu est situé dans la région de Manawatu-Wanganui, au centre de l'île du Nord de la Nouvelle-Zélande. Il s'étend sur 6 730,185 km2 ; le recensement de 2006 y a compté 13 569 habitants.
Le district n'a pas de côte maritime. Il contient les volcans Ruapehu, Tongariro et Ngauruhoe, eux-mêmes dans le parc national de Tongariro, et les villes touristiques de Whakapapa et Ohakune. Sa plus grande ville est Taumarunui (5 136 habitants en 2001).
Dans le district on trouve également le désert de Rangipo.

## Sources
- (en) Ruapehu District Council
- (en) Final counts – census night and census usually resident populations, and occupied dwellings - Manawatu-Wanganui, Statistics New Zealand

- (en) Cet article est partiellement ou en totalité issu de l’article de Wikipédia en anglais intitulé « Ruapehu District » (voir la liste des auteurs).